# Königsberger Senioren-Convent

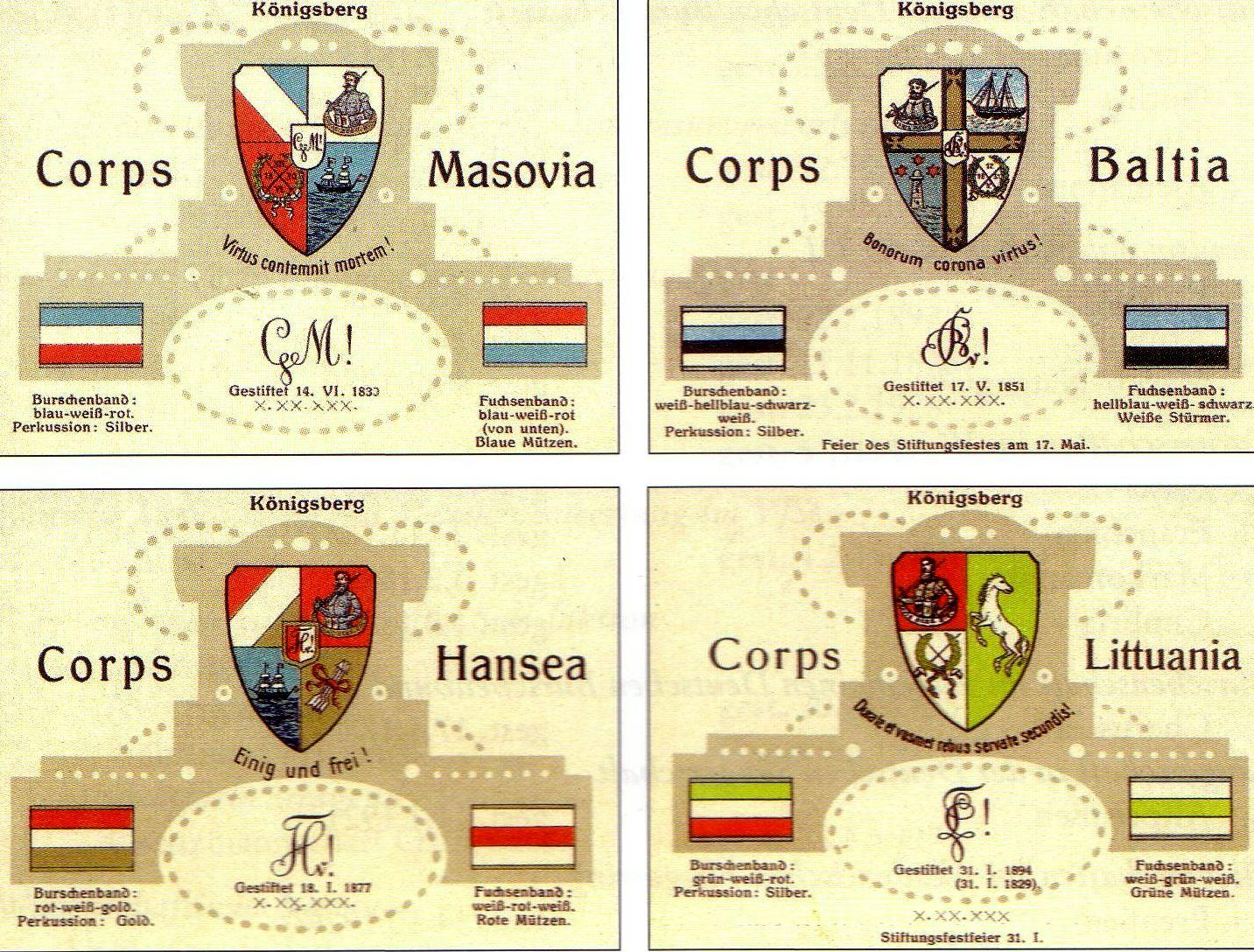
Königsberger Senioren-Convent (1894–1935)

Der Königsberger Senioren-Convent war der Zusammenschluss der Corps an der Albertus-Universität Königsberg. Die Zusammensetzung des Senioren-Convents wechselte und blieb erst ab 1894 unverändert. Die Corpslandsmannschaften verließen in den 1820er Jahren die Allgemeine Burschenschaft. Sie nahmen eine Corpsverfassung an und wurden „Landsmannschaften mit Corps“. Die Masuren nannten sich ab 1855 nur noch „Corps“. Die Silberlitthauer und die Balten taten es ihnen ab dem Wintersemester 1861/62 nach. Der Königsberger SC blieb auch im Kaiserreich und im Freistaat Preußen bis 1935 die maßgebliche Vertretung der Königsberger Studentenschaft.

## Zusammensetzung der Senioren-Convente
1. 1835–1840: Littuania, Masovia, Baltia I, Borussia, Normannia I und Scotia. Ausscheiden Borussia am 26. Februar 1839. Am 15. Januar 1840 Sprengung des SC durch Streit zwischen Masovia und Littuania.
2. 1841–1847: Littuania, Masovia, Normannia I und Scotia. Im Februar 1846 SC-Spaltung in Masovia/Scotia und Normannia I. Ausscheiden Littuania. Im Wintersemester 1846/47 Wiedervereinigung mit Masovia, Normannia und Scotia. Nach der Auflösung von Normannia und Scotia im WS 1847/48 besteht der SC nicht mehr.
3. 1848–1850: Masovia und Silber-Litthuania
4. 1851–1853: Masovia, Silber-Litthuania und Baltia II. Auflösung durch Streit zwischen Masuren und Litthauern.
5. 1855–1868: Masovia, Silber-Litthuania und Baltia II. WS 1861/62 Spaltung des SC in Litthuania/Baltia und Masovia. 1865 Wiedervereinigung des SC. Auflösung im SS 1868. Masovia 1868/69 vom oKC dimittiert.
6. 1873: Masovia, Baltia II und Normannia II
7. 1876: Baltia II, Normannia II und Hansea
8. 1880: Baltia II, Normannia II, Hansea und Masovia
9. 1882: Normannia II vorübergehend allein im SC
10. 1889: Masovia, Baltia II und Hansea
11. 1894: Masovia, Baltia II, Hansea und Littuania

## Geschichte
An der Albertus-Universität waren die Collegia nationalia bis 1744 erloschen. Zu ihnen hatten die Korporationen des 19. Jahrhunderts keine Beziehung. Vielmehr war die Königsberger Studentenschaft nach den Befreiungskriegen noch beseelt von Deutschlands Einheit und Freiheit, zu der sie in der Ostpreußischen Landwehr wesentlich beigetragen hatte.
Die 300 (nur männlichen) Studenten der Albertina bildeten eine Allgemeine Burschenschaft (AB). Sie empfanden sich als eine Gruppe besonderer Art, zumal das Allgemeine Landrecht für die Preußischen Staaten jede „dauernde Gesellschaft“ obrigkeitlicher Genehmigung unterwarf und die Studentenorden und die (alten) Landsmannschaften verbot. Vereine innerhalb der AB bildeten sich deshalb als wissenschaftliche Zirkel (Akademische Muße, Euphemia) oder landsmannschaftliche Kränzchen. In ihrer regionalen und geistigen Offenheit waren die Kränzchen Vorläufer der Corps.

### Burschenschaft
In dieses beschauliche Dasein fuhren das Wartburgfest und die politischen Forderungen der Jenaer Urburschenschaft wie ein Blitz. Auch in Königsberg entstand eine Gruppe der Allgemeinen Deutschen Burschenschaft (ADB). Sie nahm die Farben Schwarz-Rot-Gold an, lebte jedoch wie die Landsmannschaften alsbald im Untergrund; denn nach der Bücherverbrennung auf der Wartburg hatte die Krone Preußen durch den Kultusminister Karl vom Stein zum Altenstein am 7. Dezember 1817 alle studentischen Verbindungen verboten. Jetzt zeigte die AB die Farben Schwarz-Rot-Weiß. Am Wartburgfest von 1817 hatte aus Königsberg noch niemand teilgenommen; aber schon im März 1818 reisten die Stifter und Senioren der Königsberger Burschenschaft, Johann Friedrich Dieffenbach und Ludwig Lucas, zum Burschentag nach Jena. Auch auf dem zweiten Burschentag im Oktober 1818 war Königsberg durch Abgesandte vertreten.
1817 hatten zwei ältere Burschen (Lubecius und Sawatzki) die silberne Albertusnadel gestiftet, die bald als Erkennungs- und Ehrenzeichen aller Königsberger Studenten galt. Gemeinsame Bälle und Konzerte, Fackelzüge, Akademische Leichenbegängnisse, Vivats und Comitate kennzeichneten ebenfalls das Gemeinschaftsgefühl. Besondere Bedeutung hatten die Feste auf dem Galtgarben zur Erinnerung an die Schlacht bei Belle-Alliance.
1819 fanden die studentischen Einheitsbestrebungen ein schnelles Ende. Die Ermordung August von Kotzebues durch Karl Ludwig Sand brachte Verfolgungen der Burschenschaft und die Karlsbader Beschlüsse. Alle Universitäten wurden ihrer Akademischen Freiheit beraubt. In Königsberg hatten Theodor von Baumann und Christian Friedrich Reusch den Senat und die Studentenschaft zu überwachen und über alle politisch verfänglichen Angelegenheiten nach Berlin zu berichten. Die „gefährliche Burschenschaft“ wurde sofort aufgelöst, alle sonstigen Verbindungen – von denen natürlich nichts bekannt ist – verboten. Die Senioren und die Farben der deutschen Einheit schwarz-rot-gold verschwanden. In jedem Semester mussten alle Neuimmatrikulierten einen Revers unterschreiben, niemals einer unerlaubten Verbindung beizutreten.

### Erste Verbindungen

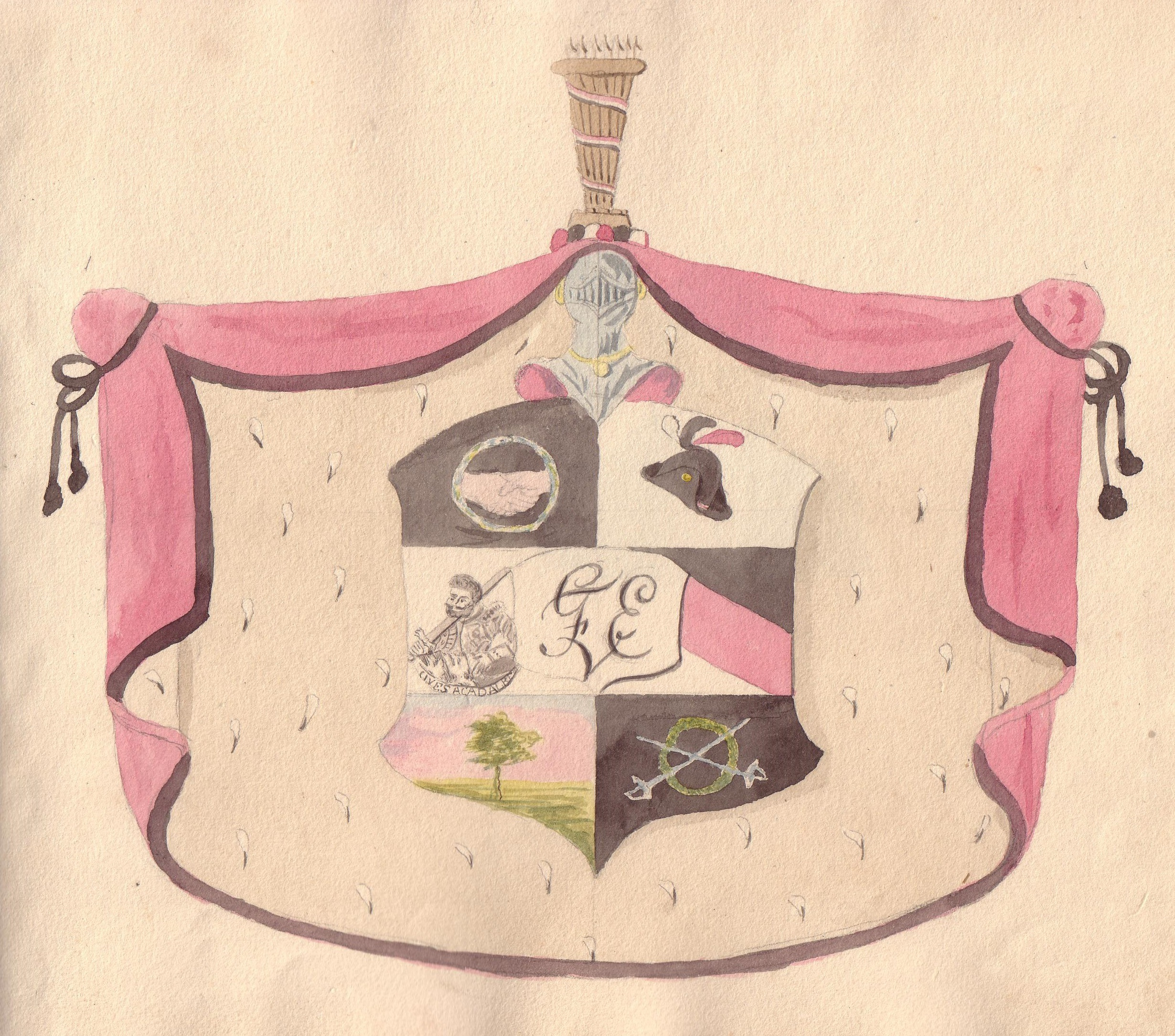
Wappen der (zweiten) Königsberger Burschenschaft, aus der sich Mitte 1833 die Corpslandsmannschaft Baltia abspaltete

Königsberg i. Pr. lag weit außerhalb des Deutschen Bundes und ließ ein ganz eigenständiges Verbindungsleben entstehen.
Nach einem amtlichen Bericht waren die ersten „Parteien“ innerhalb der AB eine Littuania (I) und eine Pomesania, benannt nach dem altpreußischen Pomesanien. Beide tauchten 1820 auf, hatten eine Constitution und fanden sich als der „gebildetere Teil der Studierenden zusammen behufs des geselligen Verkehrs in einem engeren Ausschuss der AB“. Littuania hob sich 1821 als Landsmannschaft auf und bestand als Kränzchen (Littuania II) bis 1825 weiter. Pomesanias erste Senioren waren v. Hanstein, v. Vietinghoff, Siegfried, Bock, Laudien und Benetsch. Pomesania wurde am 18. Juni 1822 während des Galtgarbenfestes von der Polizei gestellt und deshalb 1823 aufgelöst. Ihre Mitglieder trugen unter dem Rock die Farben Rot-Blau-Weiß.

### Allgemeinheit
In Königsberg blieb die sog. Allgemeinheit mit dem Allgemeinen Burschenbrauch bestehen. Die allgemeinen Burschenversammlungen wurden im Collegium Albertinum ungehindert abgehalten. Um die neuen Verbindungen auf politische Umtriebe zu überprüfen, nahm der Senat eine Anzeige wegen einiger Ruhestörungen zum Anlass, die Senioren der Landsmannschaften und die Vertreter der „Allgemeinen“ vorzuladen. Am 20. November 1829 wurde durch den Universitätsrichter eine Niederschrift aufgenommen: „Es ist nicht nur durch die auffallende Bekleidung mehrerer Studierender mit gleichfarbigen und gleich abgezeichneten Mützen, als himmelblau mit weiß und rot und gold usw. der begründete Verdacht entstanden, daß diese Kopfbedeckung als äußeres Abzeichen verschiedener Verbindungen getragen werde, sondern auch durch verschiedene Gerüchte dem Unterschriebenen bekannt geworden, daß hier folgende Verbindungen stattfinden.“
Nach der Niederschrift wurden festgestellt
1. die Burschenschaft mit Mützen „von schwarz-weiß-roter“ Farbe,
2. die Borussia mit Mützen „von schwarz und weiß“,
3. die Masuren mit Mützen „von rot-weiß und blau“,
4. die Pappenheimer und Litauer mit Mützen von „weiß, schwarz und blau“,
5. die Teutonen mit Mützen „von himmelblau, rot und gold“.
In diesem Protokoll fehlt Scotia.

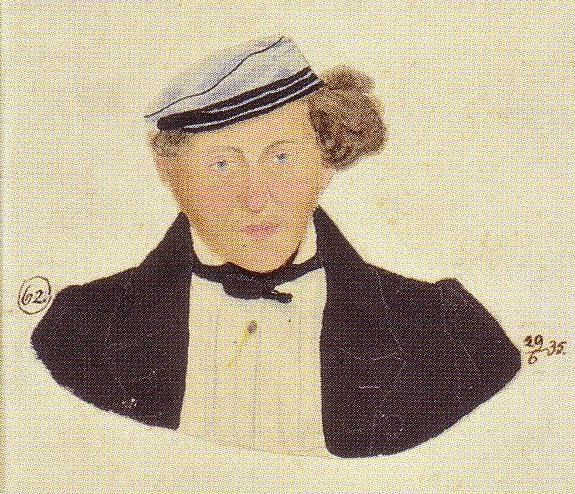
Benno Eduard Petzenburg (Scotia, 1835)
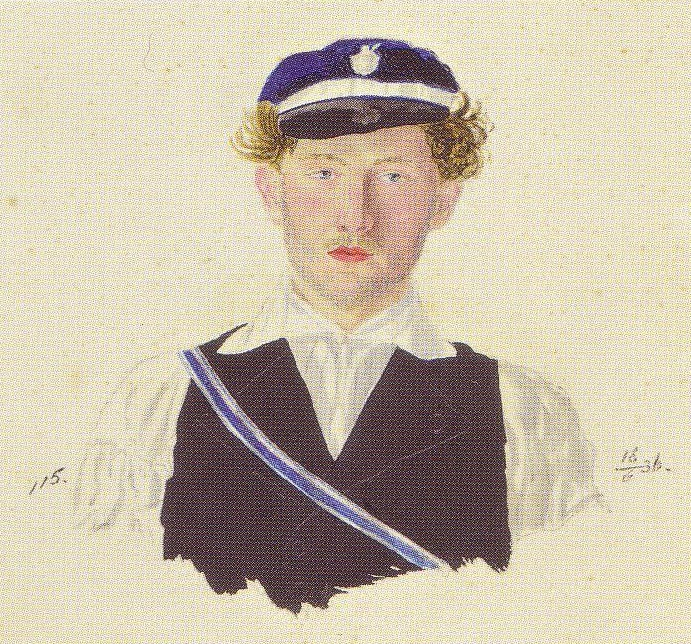
Adolph Koch (Baltia, 1836)
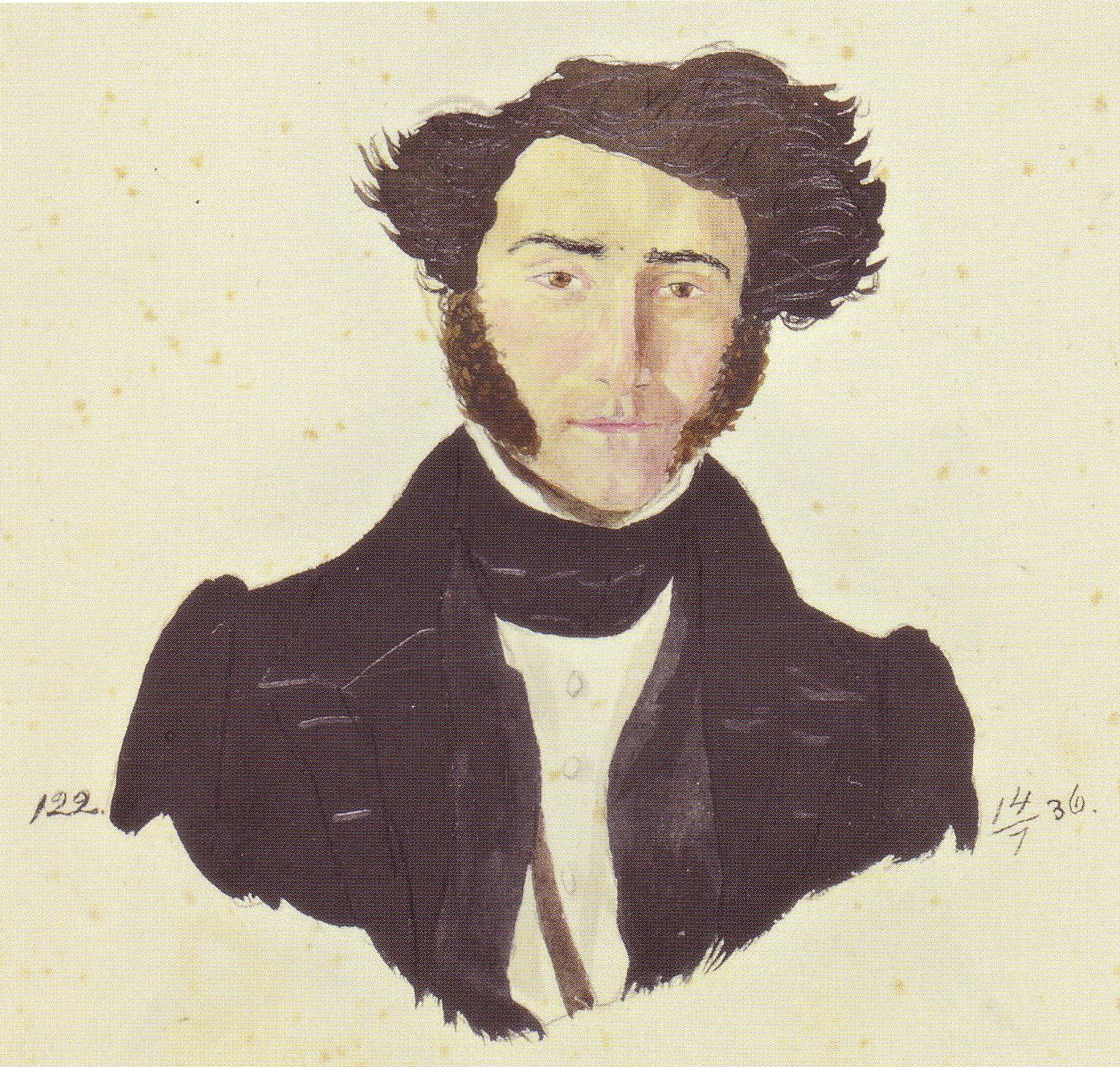
Leon Sack[A 2] (Borussia, 1836)
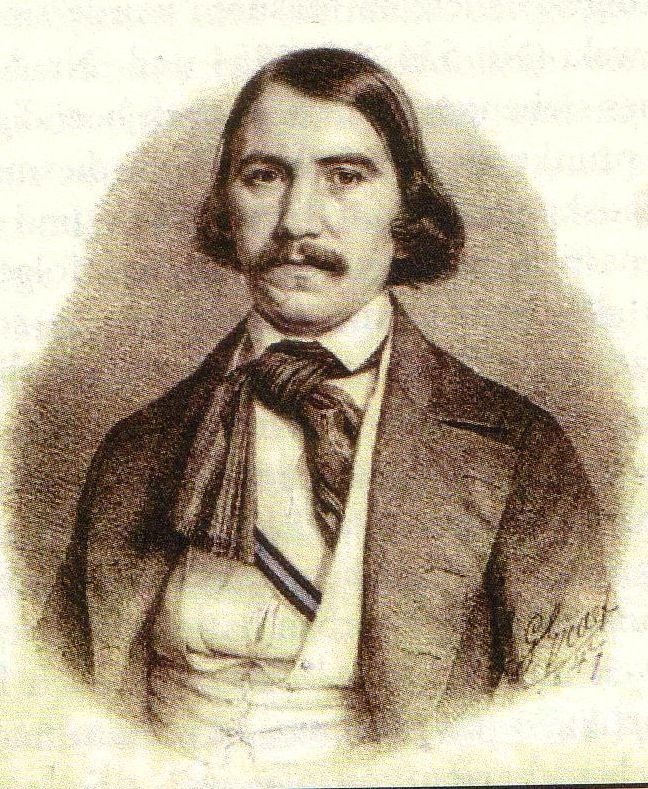
Hermann Neander Optacy (Scotia, 1841)

## Landsmannschaftlicher Senioren-Convent
Als diese landsmannschaftlichen Studentenvereinigungen sich nicht mehr der Gewalt der AB unterwerfen wollten, bildeten sie als gemeinschaftlichen Ausschuss einen Senioren-Convent (S.C.). Dieser machte es sich zur Aufgabe, „über den allgemeinen Geist auf der Albertina zu wachen und auf Erhaltung der Burschenehre nach innen und außen zu wirken.“ Er sah es auch als sein Vorrecht an, die allgemeinen Studentenversammlungen einzuberufen, wenn etwas unter Beteiligung aller unternommen werden sollte.

### Lithuania
Am 19. Dezember 1828 von Gustav von Saltzwedel gestiftet, nahm Littuania IV am 6. Dezember 1836 die Corpsverfassung an. Littuania zerbrach 1848 in eine größere Landsmannschaft und ein kleineres Corps. Die Silber-Litthauer waren den Balten eng verbunden. Das „silberne“ Corps suspendierte 1866.

### Borussia

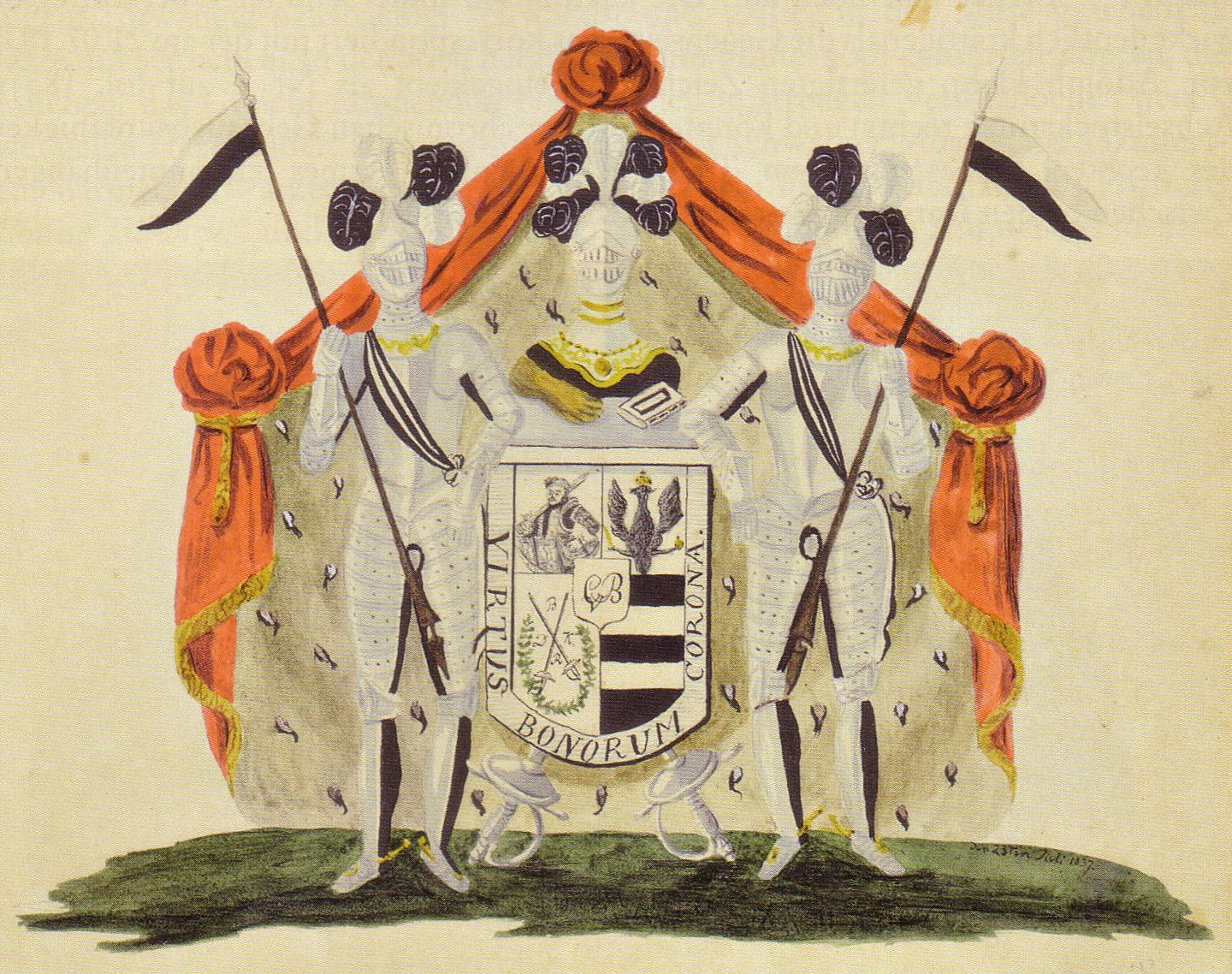
Borussia

Von der „Elite der Masuren“ mit 40 Mitgliedern am 24. Mai 1829 gestiftet, erklärte die Landsmannschaft Borussia ihren Austritt aus der AB.:S. 17 f. Sie hatte die Farben schwarz-weiß mit silberner Perkussion und schwarzer Studentenmütze.  Der Wahlspruch war Virtus bonorum corona! Diese Entwicklung wurde von den „Allgemeinen“ beargwöhnt. Die ärgsten Widersacher, die Pappenheimer, hatten zwar nicht mehr die Vorherrschaft; dafür traten aber die Preußen auf den Plan, die ihnen in nichts nachgaben. Als erste Königsberger Verbindung nahm Borussia 1833 die Corpsverfassung an. 1839 im SC isoliert, „verschwand sie von der Bildfläche“.

„Der Übergang zur Corpslandsmannschaft vollzog sich im Königsberger SC nicht einheitlich und gleichzeitig. Es lassen sich daher aus dem Verhalten der einzelnen Landsmannschaften Schlüsse auf deren Zusammensetzung und innere Einstellung ziehen. Allen voran ging 1833 Borussia. Aus ihrer späteren Haltung muß geschlossen werden, daß sie mit voller Überzeugung die Neuerung einführte. Die Preußen hatten erkannt, daß nur die Corpsverfassung die erforderliche Straffheit der Gliederung herbeiführen konnte, die für den zu erwartenden Kampf um die Führung die notwendige Schlagkraft verlieh. Sie beherrschten daher den SC und nahmen gegenüber den übrigen Studenten, die jetzt allgemein die „Kamele“ genannt wurden, eine unnachgiebige Haltung ein. Sie wurden mehr bewundert und gefürchtet als geliebt.“

### Scotia
Schüler des Altstädtischen Gymnasiums gründeten das Kränzchen innerhalb der „Allgemeinen“ am 7. August 1829. Am 24. Mai 1833 trat Scotia aus der Burschenschaft aus und wurde Landsmannschaft. Der Wahlspruch war Virtuti semper coronam! Die Farben waren schwarz-blau mit silberner Perkussion und schwarzer Mütze. Nach dem Austritt der Schotten löste sich die AB auf. Aus den Resten, denen an einem Verbindungsleben gelegen war, bildeten sich später die Landsmannschaften Baltia und Normannia. Als geschlossener Kreis nahm Scotia ohne innere Kämpfe die Corpsverfassung an, und zwar noch 1833. Am 17. November 1847 löste sich der Bund auf. Nach den (unsicheren) Kösener Korpslisten von 1910 hatte Scotia nur 19 Mitglieder, davon zwei gemeinsame mit Masovia. Nicht aufgeführt sind u. a. die in den Blättern der Erinnerung (Schmiedeberg) porträtierten Mitglieder. Schotten waren Hermann Bobrik, Hermann Hirsch, Friedrich David Michaelis, Otto Saro und Alexander Schmidt.

### Teutonia
Der am 1. November 1829 gestiftete Bund bezeichnete sich selbst als Landsmannschaft und galt als „wilde Gesellschaft“. Er soll nur vier Monate bestanden haben. Die Farben waren blau-rot-gold (oder blau-gold-rot).

### Masovia
Masovia verließ am 19. Februar 1831 die AB und feierte den Tag noch lange als „Constitutionsfest“. Am 25. August 1835 führten die Masuren von der Herzog-Albrechts-Schule (Rastenburg) die Corpsverfassung ein; die anderen vom Kgl. Gymnasium Lyck lehnten sie ab. Diese Spaltung in „grobe“ (Lycker) und „feine“ (Rastenburger) Masuren wurde erst überwunden, als die Beteiligten die Universität verlassen hatten und der Bund am 14. März 1838 wieder zusammenfand. Masovia war in Masuren fest verwurzelt und kam unbeschadet durch den Progress. Von 1876 bis 1880 war sie nicht im SC.

### Baltia I

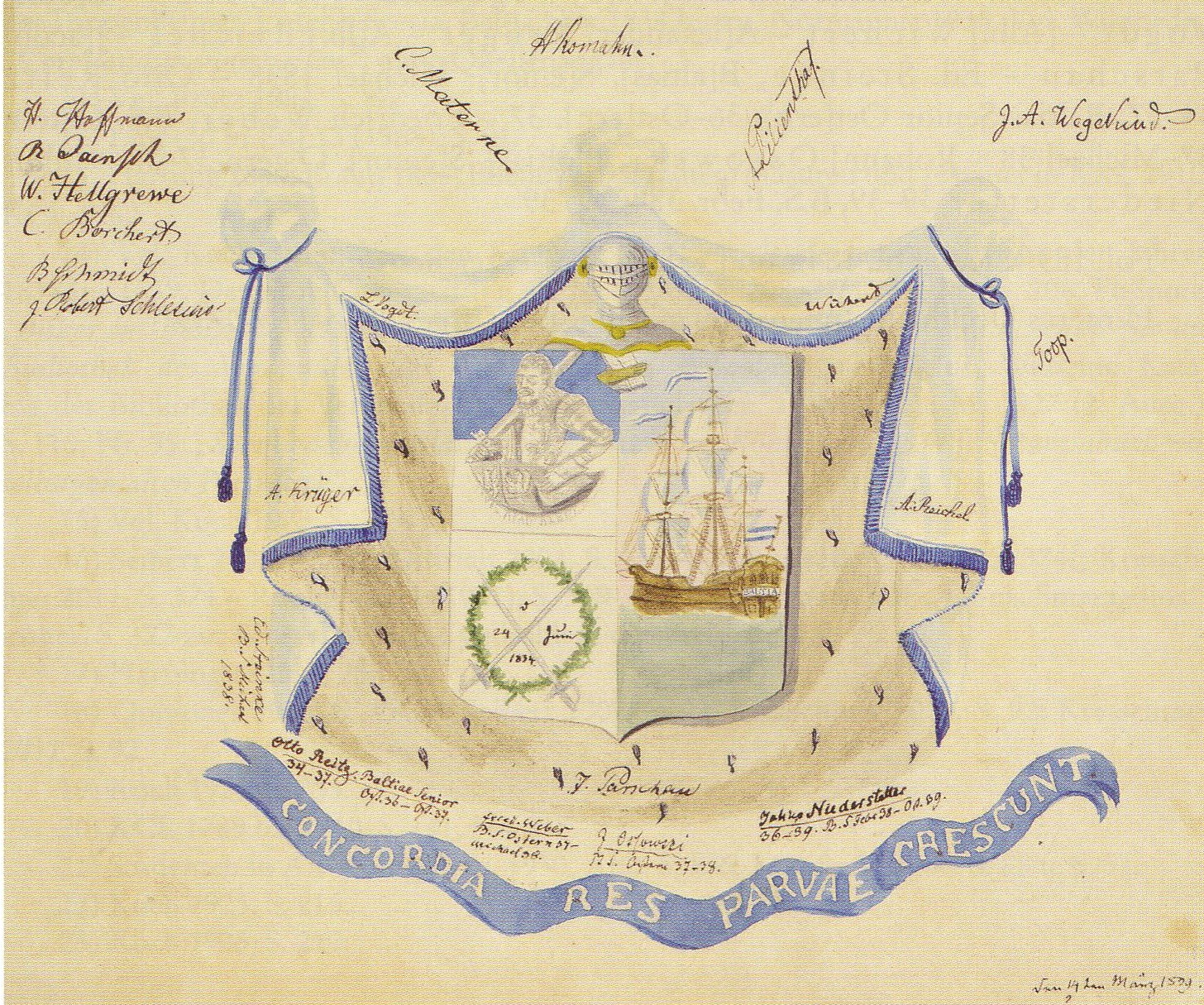
Baltia

Baltia wurde von Mitgliedern der (zweiten) Königsberger Burschenschaft am 24. Juni 1834 gestiftet und stand von Anfang an zum Corpsprinzip. Die Farben waren blau-weiß mit silberner Perkussion und blauer Mütze. Der Wahlspruch war: Concordia res parvae crescunt! Baltias Senioren werden auf dem Wappen genannt: Otto Reitz, Ostern 1834 bis Ostern 1837; Friedrich Weber, Ostern 1837 bis Michaelis 1838; Johann Ossowski Ostern 1837 bis 1838; Johann Niederstetter, Februar 1838 bis Oktober 1839; Eduard Steinke, Michaelis 1838. Baltia rekrutierte ihren Nachwuchs aus dem katholischen Ermland. Als der ausblieb, bat sie am 30. November 1840 Masovia, ihre 48 Mitglieder zu übernehmen. Der SC bestand von da an nur noch aus vier Corpslandsmannschaften. Mitglieder waren Robert Jaensch, Anton Rehaag, Hermann Romahn, Wilhelm Schmiedeberg und Albert Wichert.

### Normannia I
Wie Borussia und Baltia stand Normannia schon bei ihrer Stiftung am 6. März 1835 zum Corpsprinzip. Sie hatte die Farben schwarz-gold-hellblau (von unten gelesen) mit goldener Perkussion und eine blaue Mütze mit gold-schwarz-goldenem Streifen. Der Wahlspruch war anfangs aufgrund der burschenschaftlichen Herkunft Ehre, Freiheit, Vaterland, wurde aber bald geändert in Vir cedere nescit. Normannia suspendierte am 11. Dezember 1847. Nach den Kösener Korpslisten hatte sie 153 Mitglieder, davon drei gemeinsame mit Masovia. Gustav Graefs Lithographie ist das älteste Korporationsbild von der Albertus-Universität. Bis 1945 hing es auf Masovias Corpshaus.

#### Bundeslied

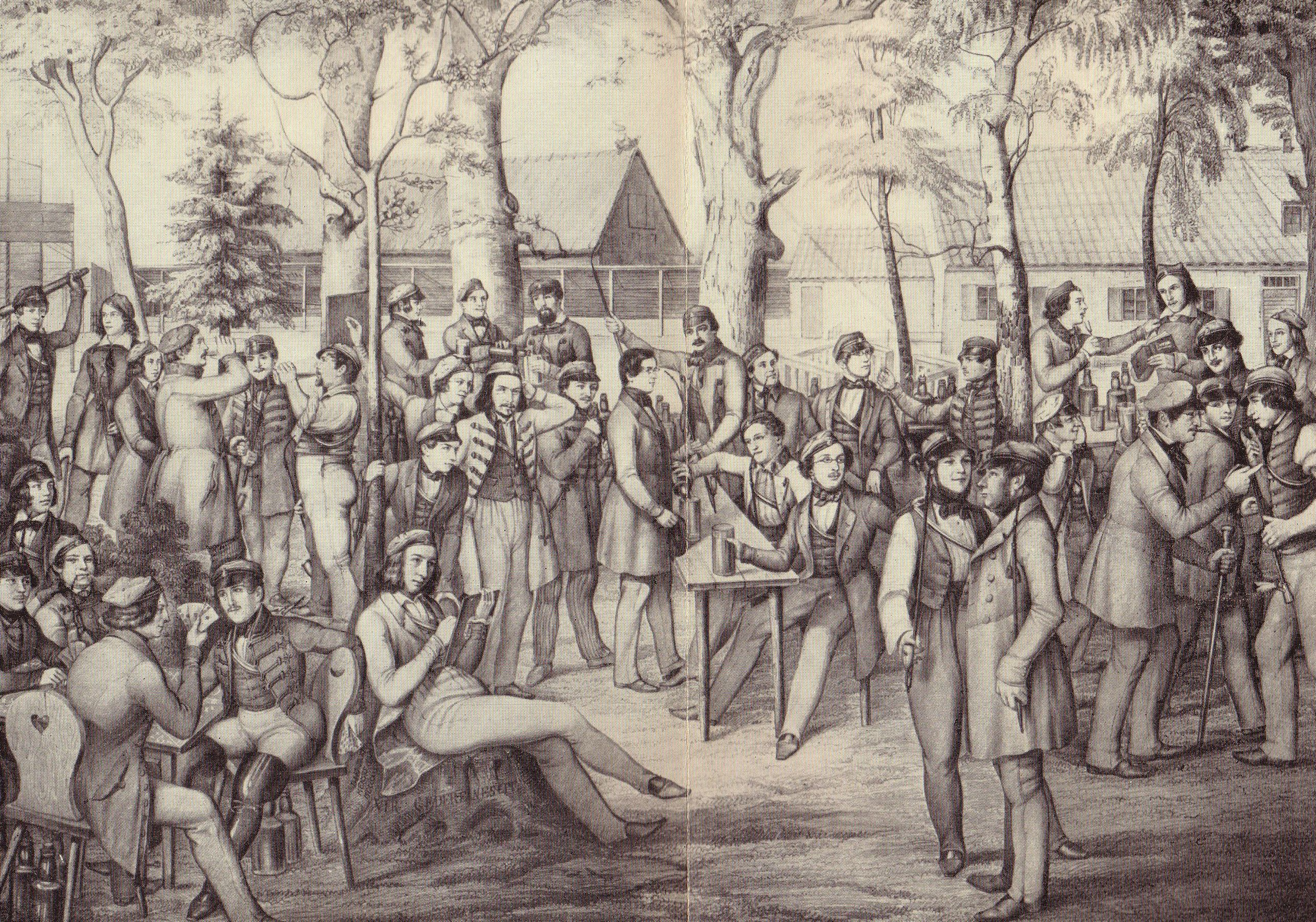
Normannia (Gustav Graef, 1843)

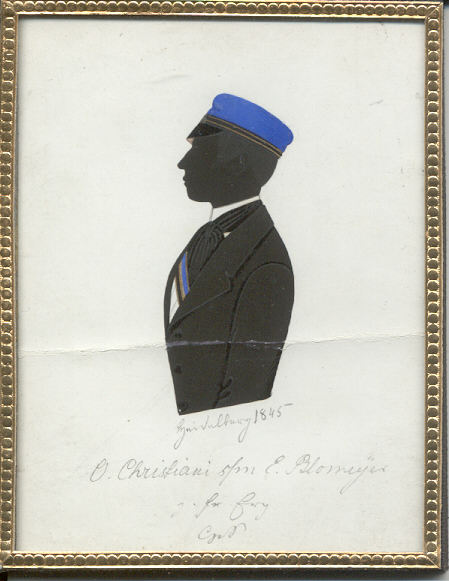
O. Christiani (1845)

Text und Melodie: Gustav Herrmann od. Heermann (Normannia), vermutlich um 1835
Stimmt an, Normannen, den Festgesang

Und klinget darein mit der Schwerter Klang,

Die Zeit der Schwäche, sie ist entschwunden,

Wir haben so fröhlich uns wiedergefunden,

Blieben ja treu und blieben rein.

Wir lieben ein fröhlich Beisammensein,

Wir singen von Liebe und singen von Wein

Und schlagen kühn mit den Schwertern drein:

Stoßt mit an,

Mann für Mann,

Wer den Schläger führen kann!

Wir tragen nicht länger die Sklaverei,

Wir treten zusammen innig und frei.

Und was in den Herzen uns feurig geglühet,

Wofür der Begeisterung Flamme gesprühet,

Schwören ihm Treue beim schäumenden Wein.

Wir wollen froh beieinander sein,

Wir wollen uns lieben treu und rein

Und schlagen kühn mit den Schwertern drein:

Stoßt mit an,

Mann für Mann,

Wer den Schläger führen kann!

Drum wenn das Auge im Tode bricht,

Wir lassen von unserer Treue nicht.

Für Freiheit, Ehre und männliches Wagen

Soll rein in dem Busen das Herz uns schlagen.

Hoch füllt die Becher mit schäumendem Wein,

Die Liebe des Normann’ sei treu und rein,

Der Ehre soll er den Schläger weih’n

Und schwarz-blau-gold seine Losung sein:

Stoßt mit an,

Mann für Mann,

Wer den Schläger führen kann!

#### Mitglieder
- Achatius von Auerswald (1818–1883), Regierungspräsident in Köslin, MdR
- Leo Delsa (1821–1910), Landrat in Kosten
- Julius Ellinger (1817–1881), Mathematiklehrer in Tilsit
- Franz Wilhelm von Gottberg (1824–1869), Deichhauptmann des Oderbruchs
- Gustav Graef (1821–1895), Maler
- Hermann Haase (1814–1871), Bürgermeister von Graudenz, MdHdA
- Eduard Krah (1820–1896), Altphilologe
- Theodor Laechelin (1816–?), Gutsbesitzer, MdHdA
- Rudolf Meinecke (1817–1905), Unterstaatssekretär im Preußischen Finanzministerium
- Bernhard Ohlert (1821–1891), Mathematiklehrer
- Richard Plehn (1823–1882), Gutsbesitzer, MdHdA
- Heinrich von Rittberg (1823–1897), Landrat, Vorsitzender des Provinziallandtags der Provinz Westpreußen.
- Elias Salomon (1814–1885), Mediziner
- Karl von Saucken (1822–1871), Gutsbesitzer, MdR
- Kurt von Saucken-Tarputschen (1825–1890), Gutsbesitzer, MdR
- Hermann Spirgatis (1822–1899), Chemiker in Königsberg
- Hermann Thomaschek (1824–1910), Opernsänger (Bass)
- Carl Friedrich Werner Michael Waldhauer (1820–1899), Augenarzt in Riga
- Richard Wegner (1815–1894), Regierungspräsident in Stettin
- Friedrich von Zander (1824–1880), Kreishauptmann in Wöltingerode, MdHdA

## Innere Struktur der Corpslandsmannschaften
Es ging den neuen Landsmannschaften darum, die gesamte Studentenschaft unter ihren Einfluss zu bekommen. Es wurde die Einteilung so gedacht, dass der engste Kreis der SC war, der weitere die vollberechtigten Mitglieder der Landsmannschaften, die eine Probezeit durchgemacht hatten.

„Die neuen Landsmannschaften mit Corps strebten von vornherein danach, die Auslese der Studentenschaft zu sein. Sie gaben den Ton an. Die Masse der Studierenden hatte sich ihm anzupassen. Die Auflösung des Ständestaats zu Beginn des 19. Jahrhunderts führte andererseits dazu, daß der adlige Student nicht unter seinen Standesgenossen blieb, sondern Gemeinschaften suchte, die seiner Lebensauffassung entsprachen. Es festigte sich deshalb der aristokratische Zug in den Landsmannschaften mit Corps im Gegensatz zu den späteren demokratischen Bestrebungen der Burschenschaft.“

### Chargen
Die vollberechtigten Corpsburschen wählten aus ihren Reihen die Chargierten, nämlich zwei Senioren und als deren Stellvertreter den Dritten Chargierten, eben den „Corpsvertreter“. Außer diesem Vorstand im rechtlichen Sinne gab es den Sekretär, den Rendanten (Kassierer) sowie einen oder zwei Fechtbodenvorsteher, auch Vorschläger oder Waffenbewahrer genannt. Zur Vorbereitung besonderer Veranstaltungen wurden Entrepreneure („Einteiler“) benannt.

### Renoncen
Die übrigen Mitglieder zählten zwar zur Landsmannschaft, jedoch nicht zum Corps. Sie hießen daher nicht mehr Füchse, sondern Renoncen, weil sie auf die Gleichberechtigung einstweilen verzichteten. Es gab die „speziellen“ Renoncen, d. h. junge Semester, die sich dem Bund angeschlossen hatten, um die vollen Mitgliederrechte zu erwerben, und die Renoncen, die die Masse derer waren, die sich nicht einer Landsmannschaft angliedern wollten, aber Landsleute waren.

### Bleibe
Da damals die Bünder keine eigenen Häuser besaßen, ja nicht einmal über einen besonderen für ihre Zwecke gemieteten Raum in einer Gastwirtschaft verfügten, fanden die Sitzungen des SC´s und die Convente der Landsmannschaften in einem Hörsaal des Albertinums, auf dem Fechtboden oder sogar auf der Bude eines Mitgliedes statt. Der Fechtboden bestand aus einer kleinen selbständigen Wohnung oder aus einem besonderen Raum in einem Hofgebäude. Er war gemietet und deshalb der einzige Ort, an dem sich der Bund zu Hause fühlen konnte. Minderbemittelte „Couleurbrüder“ bewohnten ihn sogar.

## Universitätsjubiläum 1844
Zur 300-Jahr-Feier der Albertus-Universität im Sommer 1844 gab es für die Studenten ein besonderes Programm:
- Montag, 26. August: Studenten-Konzert im v. Borck´schen Garten[A 3]
- Dienstag, 27. August: Masuren-Kommers im Schießhaus[A 4]
- Mittwoch, 28. August: Soirée in beiden Logen
- Donnerstag, 29. August: Fackelzug. Entrepreneurs der Masure Mendthal und der Schotte Simson; der Dichter der Masure Kleist, der Redner der Lithauer Wahl[13][14][15]
- Freitag, 30. August: Vivat für den Prorektor Burdach. Diner im Junkerhof und Feuerwerk. Fidele Kneipe auf Königsgarten[A 5][A 6]
- Sonnabend, 31. August: Grundsteinlegung [für die neue Universität] auf Königsgarten. Diner beim König mit den Entrepreneuren des Fackelzuges. Abends Ball im Moskowitersaal[A 7]
- Sonntag, 1. September: Wasserfahrt nach Holstein und allgemeiner Kommers im v. Borck´schen Garten[A 8]

## Corpsverfassung und Liberalismus
Aus Albertinas Burschenbrauch (1824) entwickelte sich bis 1848 der SC-Comment. Mit dem Austritt der Schotten hatte sich die Allgemeine Burschenschaft aufgelöst. Sie erkannte damit an, nicht mehr das Studententum der Albertina zu verkörpern. An ihre Stelle war der SC getreten, der Convent der Senioren. Er hatte damit erreicht, was die Landsmannschaften vor dem Auftreten der Allgemeinen Deutschen Burschenschaft (ADB) als ihre Aufgabe angesehen hatten. Der SC übernahm jetzt alle Ämter und vertrat die Studentenschaft als solche. Der nächste Schritt war die Einführung der Grundsätze des „Corps“. Diese Grundsätze hatten sich auf den anderen Universitäten herausgebildet und machten den Unterschied zwischen neuer Landsmannschaft (Studentenverbindung) und alter Landsmannschaft (Frühe Neuzeit) aus. Die Corpsgrundsätze verstießen gegen das heilige Dogma der Französischen Revolution von der Gleichheit der Menschen. Sie waren eine Rückkehr zum Ständestaat, weil der Unterschied zwischen Corpsbursch und Renonce dem CB Rechte zusprach. Die Bezeichnung Fuchs wies gemäß dem Grundsatz der ADB nur auf einen Altersunterschied hin. Borussia übernahm im SC die Führung, weil ihre Corpsburschen eine einheitliche corpsstudentische Ausrichtung zeigten. Sie gingen von der alten Gliederung der Landsmannschaften aus: SC, ins Corps gewählte Mitglieder, spezielle Renoncen und übrige Landsleute. Als Lithuania 1847 die Mensur abschaffen wollte, geriet sie (zum ersten Mal) in die Isolation. Die übrigen drei Corpslandsmannschaften schlossen sich enger zusammen und begingen am 18. Juni 1847 gemeinschaftlich das Galtgarbenfest. Am 9. September veranstalteten sie eine Schloßteichfahrt und abends einen Kommers. Das war ein „Zeichen des engen Verhältnisse der drei verbündeten Landsmannschaften“. Die Masuren und die Silber-Litthauer schlossen 1848 ein neues (Pauk-)Kartell und bildeten einen Senioren-Convent. Die Revision des alten Landsmannschaftercomments zog sich über Jahre hin.

„Die Landsmannschaften verstießen durch diese Neuerung gegen einen Glaubenssatz des Liberalismus und begingen eine Todsünde gegen den heiligen Geist eines Zeitalters, in welchem der gebildete Mensch den höchsten Rang erreicht hatte. Es galt als ausgeschlossen, daß er einen Teil seiner erkämpften Rechte freiwillig aufgeben könnte. Anderseits kannte der Liberale jener Prägung keine Minderwertigkeitsgefühle; er wertete sich nicht ab, indem er mit einem »schiefen Blick von unten« (O. Spengler) auf die anderen sah. Er war vielmehr genau so opferbereit und begeisterungsfähig wie diese und hielt eine schlechte Haltung für unwürdig. Er konnte nur nicht über seinen Schatten springen. Die Auseinandersetzung der Corpslandsmannschaften mit ihrer Umwelt blieb daher auch jetzt eine gesellschaftliche Frage.“

## Beitritt der Corps zum KSCV

Mitteilung an den SC zu Bonn als Vorort des KSCV über die Konstituierung des Königsberger SC, 25. Januar 1865

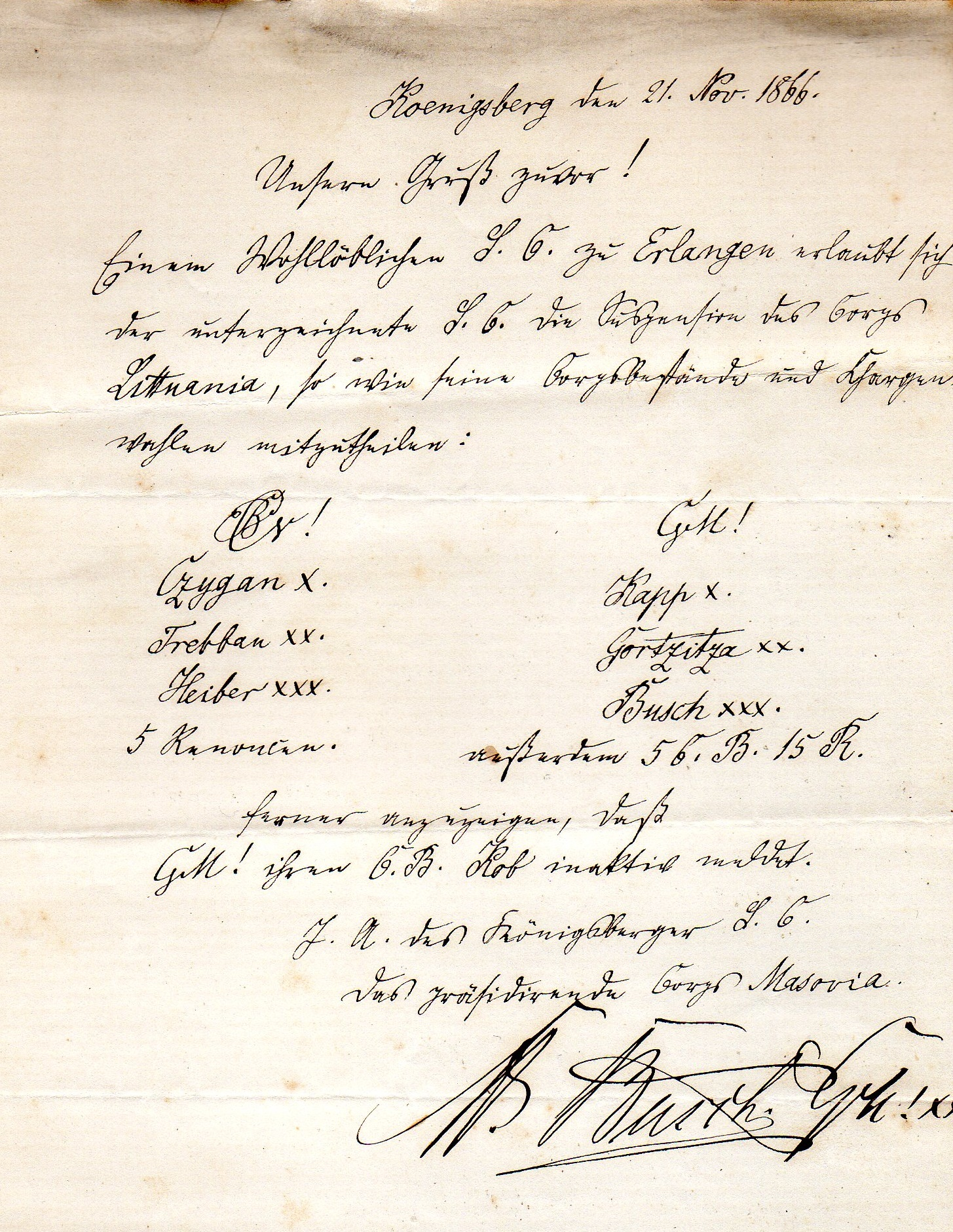
SC-Meldung, Suspension der Silber-Litthuania (1866)

Das Paukverhältnis der Masuren mit den Silber-Litthauern war im Sommer 1850 zerbrochen. So stärkte es die landsmannschaftlichen Interessen, dass am 17. Mai 1851 einige Silber-Litthauer (besonders August Wittich und Hermann Elgnowski) das neue Corps Baltia II gründeten. Am 30. Juni 1851 schlossen sich Masovia, Silber-Litthuania und Baltia in einem engeren Kartell zu einem Senioren-Convent zusammen. Am nächsten Tag trat eine Allgemeine Corpsburschenversammlung in der Stoa Kantiana zusammen, um  über die Vorbereitungen zu einem allgemeinen Kommers und einer Schlossteichfahrt mit Musik und Gesang zu beraten. Der Öffentlichkeit sollte gezeigt werden, dass das Corpsstudententum als Bestandteil des akademischen Lebens den Progress überstanden hatte. 1863 gehörten Ost- und Westpreußen nicht zum Deutschen Bund; das „Reich“ war Ausland. Vom Kösener SC-Verband wussten die Königsberger Studenten kaum etwas. Als erstes Königsberger Corps erklärten die Silber-Litthauer dem Vorort Berlin am 15. Januar 1864 ihren Beitritt zum KSCV. Nach Aufhebung der gegenseitigen Verrufe wurde das Kartell der drei Corps am 18. Januar 1865 erneuert. Der neue Königsberger SC trat sofort in den Kösener SC-Verband ein und entsendete den Littauer Goltz als SC-Vertreter zur Pfingsttagung nach Kösen. Der Überalterung seiner maßgebenden Vertreter beugte der SC dadurch vor, dass jeder Corpsstudent vom 6. Semester ab als Inaktiver galt. Er hatte kein Stimmrecht mehr in der Allgemeinen Corpsburschenversammlung. 1873 kam die neu gestiftete Normannia in den SC. Eher wilhelminisch als ostpreußisch orientiert, drängte sie den SC zur Anpassung an die Corps „im Reich“. So gaben die Königsberger Corps 1875 den Albertus (Anstecknadel) an der Studentenmütze auf. 1876 kamen das Corps Hansea Königsberg und 1894 ein Teil der Landsmannschaft Littuania in den SC. Durch die Anregungen des Verbandes Alter Corpsstudenten wurden Kommentänderungen ausgelöst. Diese führten im WS 1895/96 zu der Fassung des SC-Komments, die in den nächsten Jahrzehnten nicht mehr erheblich geändert wurde.
Dreimal stellte der Königsberger SC den Vorsitzenden des oKC: Baltia 1874, Hansea 1894 und Littuania 1913. Nach Königsberger Brauch wurden die Kösener Corpslisten nicht nach der Reception, sondern nach der Admission geführt. Die studentische Fechtwaffe war der Glockenschläger.
Die Chargenzeichen waren x, xx, xxx.

### Baltia II
Als Gegengewicht zu Masovia gestiftet, vermochte Baltia in ihren 83 Jahren nicht aus Masovias Schatten zu treten. In der Zeit des Nationalsozialismus geriet sie sehr früh in das Visier der Machthaber. In der Altherrenschaft heillos zerstritten, brachte sie auch die drei anderen Corps gegen sich auf. Am 1. März 1934 baten ihre AH-Vorsitzenden Max Blunck einzugreifen. Sein Sonderbeauftragter Alfred Funk zwang Baltia zur Suspension am 6. März 1934.

### Normannia II

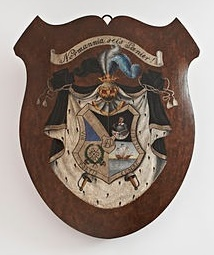
Normannia II

Nachdem Masovia und Baltia ihre Zwistigkeiten beigelegt und als neuer Senioren-Convent dem KSCV (wieder) beigetreten waren, kamen sie überein, aus Zweckmäßigkeitsgründen ein drittes Corps zu gründen. So entstand am 4. Juli 1873 das Corps Normannia Königsberg mit den Farben schwarz-silber-hellblau. Ihr Sinn für Äußerlichkeiten und Formen spiegelte den wilhelminischen Hochmut der Gründerjahre, der dem zurückgenommenen Wesen der altpreußischen Corps fremd war. „Mit dem neuen Ton, den Normannia eingeführt hatte, war die alte Gemütlichkeit, die in Königsberg ehedem herrschte, verlorengegangen.“ Normannia überwarf sich mit Baltia und Masovia. Der Konflikt verschärfte sich Anfang der 1880er Jahre, als sich auch das inzwischen gegründete Corps Hansea gegen Normannia stellte. Normannia stellte immer wieder Mensuranfragen, die von den drei Corps abgelehnt wurden. Die Klagen wegen Beleidigung und Corpstouche rissen nicht ab. Die Folge waren Säbelforderungen und Ehrengerichte, die Normannia nicht anerkennen wollte. Das von Normannia angerufene Schiedsgericht (Berlin, Breslau) gab dem SC Recht; in Sachen Corpstouche entschied das Schiedsgericht (Berlin, Leipzig) aber gegen ihn. Normannia erließ nun ein Promemoria an alle SC und klagte beim oKC wegen Verletzung der Kösener Statuten und wegen Majorisierung durch die drei anderen Corps. Der SC konterte mit einer Klage wegen grober Beleidigung, Kompromittierung des SC und falscher Darstellung von Tatsachen. Der oKC war vom schwarzen Kreis bestimmt. Normannias Vertreter war Rudolf Focke. Die drei Anträge auf protokollierte Rüffel gingen durch. Normannia war jetzt das einzige vollberechtigte Corps in Königsberg, bei dem die drei anderen, darunter ihre beiden Muttercorps, renoncieren sollten. Sie suspendierten am 3. Juni 1882 und versuchten, durch ihre Mehrbändermänner neue Corps aufzutun. Da das von Normannia und von anderen SC abgeschlagen wurde, meldeten sich Masovia und Hansea zur Renoncierung. Sie wurden am 3. Dezember 1882 in den SC aufgenommen, den sie Jahrzehnte vorher gegründet hatten. Schlagartig bestand bestes Einvernehmen zwischen den drei Corps. Baltia hatte vergeblich versucht, als neue Pomerano-Borussia in den SC zu kommen. Auch sie renoncierte schließlich am 4. Juni 1883. Die Zeit der Feindschaft schädigte aber auch Normannia. Ihr fehlten Gegenpaukanten. Der Nachwuchs wurde noch knapper. Am 10. November 1889 musste sie suspendieren. Normannia stand im Vorstellungsverhältnis mit Guestphalia Jena und im befreundeten Verhältnis mit Borussia Greifswald (seit 1880). Gebrochen wurden die befreundeten Verhältnisse mit Vandalia Berlin (1874–1881), Saxonia Göttingen (1874–1877). Königsberger Normannen waren Max Bergius, Karl von Collas, Rudolf Focke, Ernst von Kannewurff, Emil Kautz, Karl Opitz, Erich von Siegfried, Ernst Vanhöffen, Martin von Wegnern, Robert Wollenberg und Carl Zarniko. Das Corps hatte nur 52 Mitglieder.

### Hansea
Hansea (1876) trug ein burschenschaftliches Erbe. In der Zeit des Nationalsozialismus suspendierte sie als letztes Königsberger Corps. Die Hanseaten fanden in der Nachkriegszeit in Deutschland nicht wieder zusammen. Einige Bilder und Archivalien waren in Privatbesitz erhalten, gingen aber durch einen Wasserschaden verloren.

### Littuania

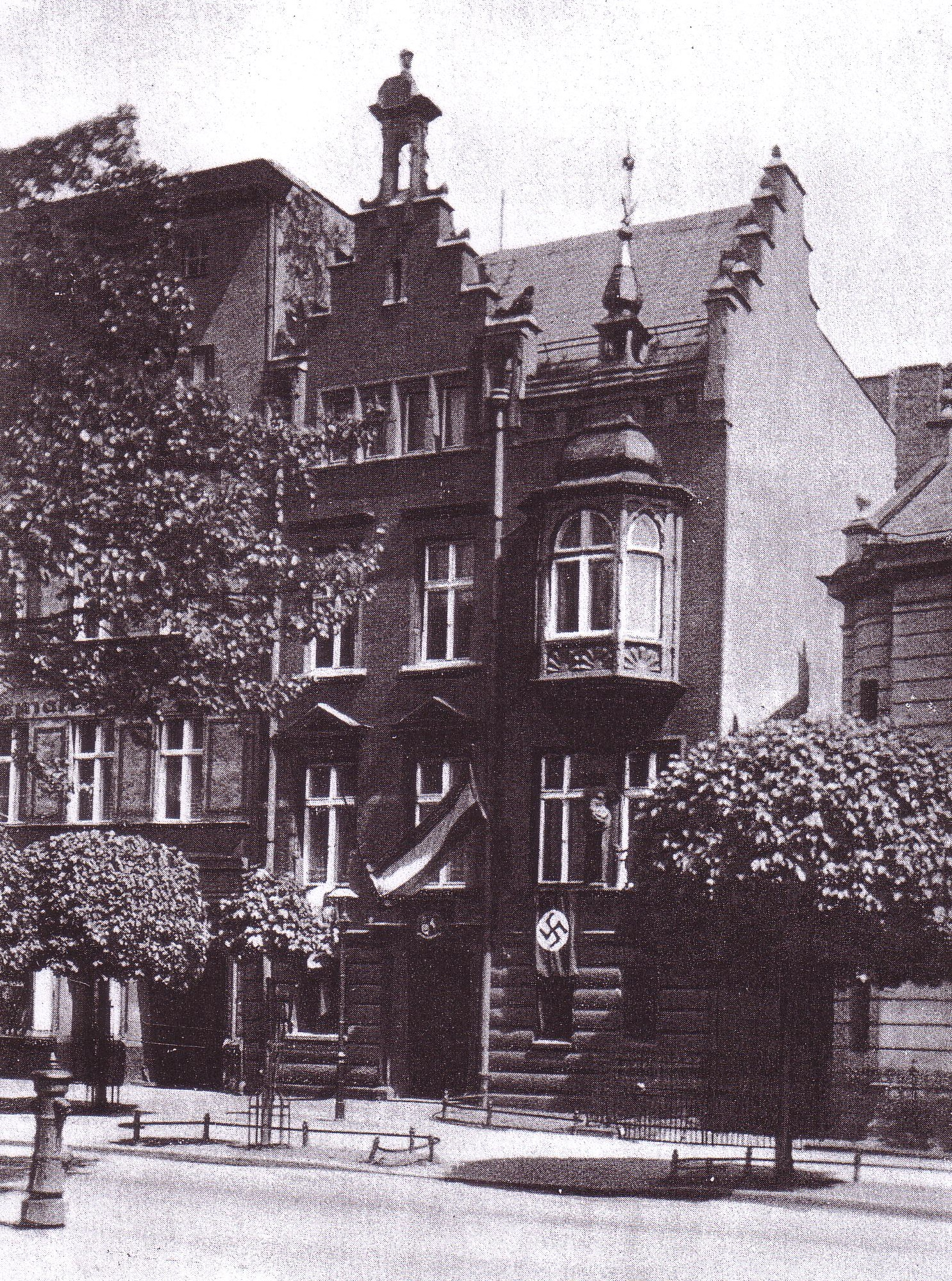
Littauerhaus (1935)

Von der Landsmannschaft kehrte 1894 nur ein Teil in den SC zurück. Seither schwelte der Anciennitätskonflikt. Wie schon 1895 und 1898 stellte das Corps Littuania 1913 den Antrag, den 29. Januar 1829 als Stiftungsdatum der Corpslandsmannschaft Lithuania führen zu dürfen. Sie stieß (abermals) auf den geschlossenen Widerstand der anderen Corpsburschen-Convente. Im Verlauf der Redeschlachten wurden PP-Suiten gestürzt. Der inaktive Littauer Busch überbrachte den drei anderen Corps eine Chargenforderung auf Schläger. Gestritten wurde auch darüber, ob Littuania alte Angehörige der Corpslandsmannschaft und der Silber-Litthuania in ihrer Corpsliste als Alte Herren führen durfte. Hierüber wurde schließlich ein Vergleich geschlossen. Im Januar 1920 beantragte Littuania erneut die Rückdatierung. Die Folge waren neun Chargenforderungen auf Schläger und 24 Paare PP. Obendrein erhob der CC Klage auf SC-Verruf der anderen Corpsburschen. Der oKC 1921 lehnte Littuanias Ansinnen ab. Im November 1927 wollte Littuania festschreiben lassen, in Einladungen zu Stiftungsfesten auf 1894 und 1829 zu verweisen. Dass Masovia in einer Denkschrift widersprach, veranlasste Littuania, den beteiligten CC eine Chargenforderung auf Pistolen zu überbringen. Das Ehrengericht bewilligte sie. Wilhelm Fabricius, der Vorsitzende des Ausschusses für Rückdatierungen, hatte sich der Sache Littuania c/a Königsberger SC persönlich angenommen. Die Verhandlung führte zu lebhaften Erörterungen, brachte jedoch keine Entscheidung. In einem  Vergleich wurde Littuania der Verweis auf beide Stiftungsjahre zugestanden. Dafür verzichtete sie auf die Rückdatierung. Durch diesen Vergleich erledigten sich auch die bewilligten Pistolenforderungen. Nach der Zahl ihrer Aktiven waren Masovia und Littuania in der Zwischenkriegszeit zwei- bis dreimal so stark wie Baltia oder Hansea. Immer wieder gerieten sie aneinander:

„In der zweiten Hälfte des Sommersemesters wurden 48 Partien gefochten, davon 33 CB-Partien, 3 Rezeptionen und 12 F-Partien. Unter den gefochtenen CB-Partien befinden sich acht PP-Partien, die den Abschluß einer langen ununterbrochenen Reihe von PP-Partien gegen Masovia bilden. Masovia eröffnete das PP aus einem ganz geringfügigen Grund am 25. Nov. 1926. Es wurden eine Schlägerchargenforderung, zehn persönliche Forderungen und 104 PP-Partien gefochten, insgesamt 117 Partien.“

Littuanias Identitätsproblem wurde nie gelöst. Bilder und Archivalien wurden lange nach dem Krieg von verständnislosen Nachfahren verschleudert.

## Öffentliches Wirken

### 19. Jahrhundert

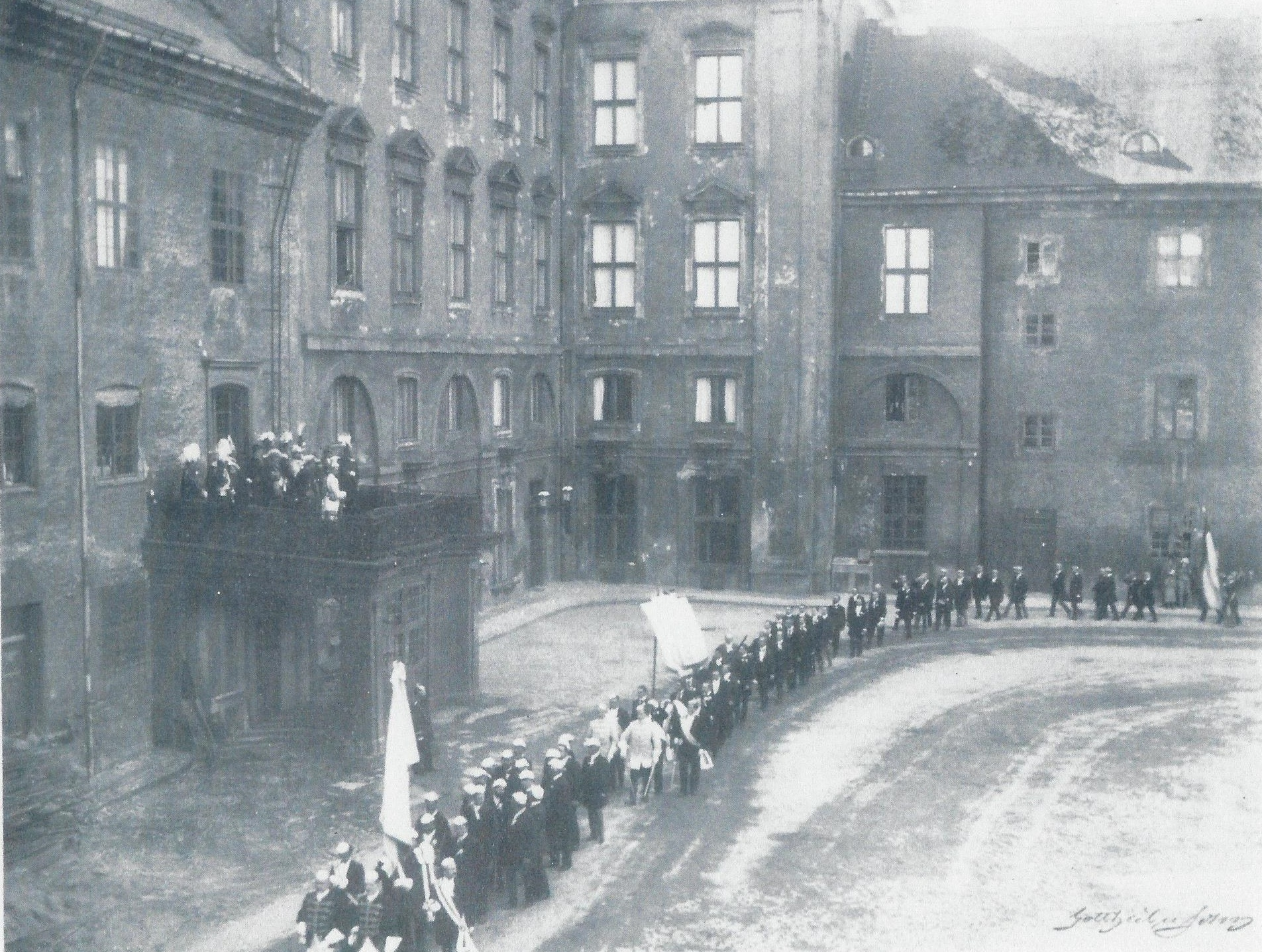
350 Jahre Albertina: Der SC defiliert vor Friedrich Leopold von Preußen (1894).

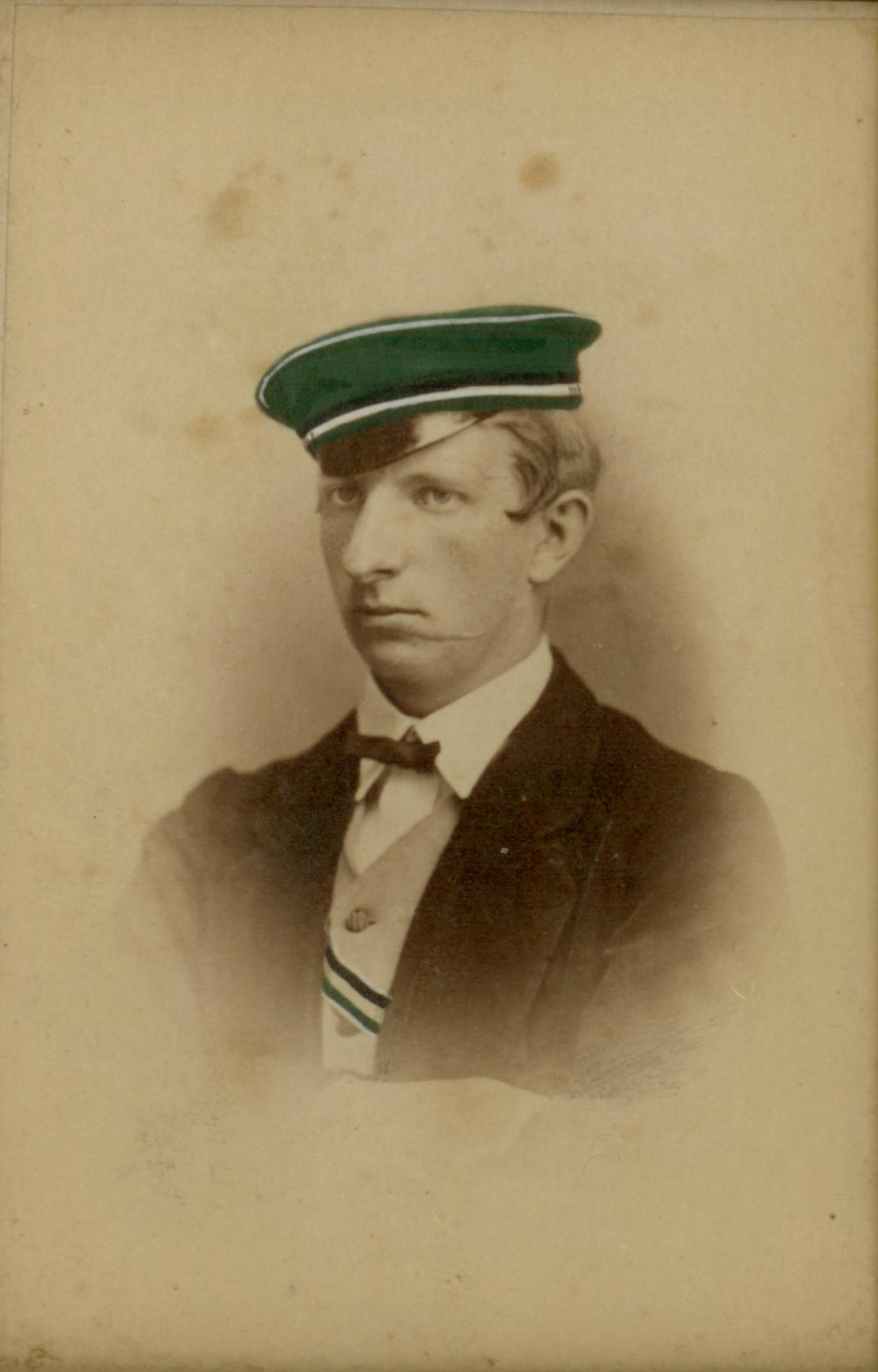
Ernst von Kannewurff, als Polizeipräsident Schirmherr des SC

Als Friedrich Wilhelm IV. zur Einweihung der Ostbahnstrecke Braunsberg–Königsberg kam, richtete der SC zu Ehren des Königs und Rektors der Albertina am Abend des 2. August 1853 eine Kahnfahrt auf dem Königsberger Schlossteich aus. Eigens für den Abend hatte ihm die Stadt ein Boot gebaut. Am Logengarten nahm er eine Anrede und ein kostbar eingebundenes Carmen von den Studenten entgegen. Dem seit langem sehr beliebten Karl Rosenkranz überreichten die drei Corps am 4. November 1858 zur Feier seines 25-jährigen Jubiläums als Professor an der Albertina eine kostbare silberne Fruchtschale mit eingravierter Widmung. Auch zum Schillerfest vereinigten sich die drei Corps am 10. November 1859 zu einem Kommers im Schießhaus beim Sackheimer Tor; der Masure Vigouroux hielt die Festrede. Im Sommersemester 1860 brachten die Corps wieder gemeinsam mit der übrigen Studentenschaft dem Professor Heinrich Rathke zu seinem 25-jährigen Jubiläum einen Fackelzug dar.
Vor allem beteiligten sie sich 1861 an den Krönungsfeierlichkeiten für Wilhelm I. Bei dem Fackelzug, der ihm nach der Krönung im Schlosshof dargebracht wurde, stellte das Masovia den Entrepreneur für die Corps (Radefeldt) und den Redner vor der Königin (Glede).
Die Vorbereitung für die Feierlichkeiten bei der Einweihung des neuen Universitätsgebäudes am Paradeplatz boten im SS 1862 mehrfach Veranlassung zu allgemeinen Studentenversammlungen. Nach dem Tod von Friedrich III. legte der SC sechs Wochen tiefe Corpstrauer an. Bestimmungsmensuren oder Contrahagen durften in der Zeit nicht gefochten werden. Der SC schickte einen prachtvollen Kranz auf das Grab des Kaisers und beteiligte sich mit Pomp an der von der Universität in der Aula veranstalteten Trauerfeier. Bei seinem ersten Königsberg-Besuch im Mai 1890 empfing Wilhelm II. die Chargierten der Corps. Von 1869 bis 1933 waren die meisten Oberpräsidenten Ostpreußens Corpsstudenten, so auch Wilhelm von Bismarck, der zu vielen SC-Veranstaltungen kam. Als er früh gestorben war, schickte der SC einen Vertreter zur Trauerfeier in Varzin. Die SC-Kommerse fanden über viele Jahre im Börsengarten, ab 1897 im Königsberger Tiergarten statt. Zu den Kommersen mit Landesvater wurden Rektor und Senat regelmäßig eingeladen. Der SC beteiligte sich geschlossen am Trauergefolge für den Polizeipräsidenten Ernst von Kannewurff, den Begründer und langjährigen Präsident der Königsberger Kommerse alter Corpsstudenten. Der SC nahm teil an der Verabschiedung verdienter Professoren in der Palaestra Albertina (Hans Prutz, Karl von Gareis, Carl Garrè, Hermann Kuhnt, Felix Rachfahl, Ludimar Hermann). Im Ersten Weltkrieg fielen 42 Masuren, 19 Balten, 3 Normannen, 22 Hanseaten und 34 Littauer.

### 20. Jahrhundert
Geschlossen nahm der ganze SC im Januar 1901 an den Feierlichkeiten zum 200-jährigen Bestehen des preußischen Königtums teil. Im Juni 1903 beteiligte er sich an einer „illuminierten Gondelfahrt“ auf dem Schlossteich, als im Börsengarten und in den Logengärten ein großes Fest zu Gunsten der Kinderhorte veranstaltet wurde. Im Ersten Weltkrieg kam das SC-Leben weitgehend zum Erliegen. Am 9. Januar 1919 versammelten sich die Senioren des Königsberger SC’s zum ersten Mal seit 1914, um das SC-Wintersemester zu eröffnen. Als der Polnische Korridor Ostpreußen vom Reich trennte, beteiligte sich der SC an der technischen Nothilfe Königsbergs und am Ostpreußischen Freiwilligenkorps. Zur Sicherung Königsbergs formierten sich nach dem Ersten Weltkrieg „Einwohnerwehren“. Hanseas Corpshaus war das Zentrum der studentischen Hilfe. 11 Angehörige des Königsberger SC waren mit dem Ritterkreuz des Königlichen Hausordens von Hohenzollern ausgezeichnet worden: 2 Balten, 6 Masuren und 3 Littauer. Wie bei den Reichsgründungsfeiern der Universität chargierte der SC bei der großen Königsberger Kant-Feier (1924), als das neue Kant-Kenotaphion eingeweiht wurde. 1929 hatte der Königsberger SC 29 Corpsburschen, 50 Füchse und 126 Inaktive.
Der SC hatte dem Hochschulring Deutscher Art (HDA) anfangs angehört, war aber 1923 aus kleinlichen Prestigegründen ausgeschieden. Dass er bei feierlichen, sportlichen und anderen Anlässen fehlte oder als Außenseiter zugegen war, wurde von den Universitätsbehörden und der Öffentlichkeit als peinlich empfunden und von der Burschenschaft, die den HDA bald allein beherrschte, ausgenutzt. Auch auf den Allgemeinen Studentenausschuss hatten die vier Kösener Corps ihren Einfluss verloren, kaum dass sie sich an den Asta-Wahlen beteiligten. Masovia gelang es nicht, die anderen Corpsburschen-Convente von ihrer Haltung abzubringen. Selbst die auf den Kösener Kongressen ausgesprochene allgemeine Mahnung zur Mitarbeit im HDA fruchtete nichts. Die Lage wurde immer unangenehmer, so dass maßgebliche Königsberger auf Abhilfe drängten. Der Masure Becker erkannte die dem ganzen SC drohende Gefahr. Er verstand es, 1926 dem SC wieder Zugang zum HDA zu verschaffen. Seine Politik trug reiche Früchte. Sofort errang der SC eine überragende Stellung im HDA und im Allgemeinen Studierendenausschuss. Die wichtigsten Ämter der beiden Vorstände, darunter die der Vorsitzenden, lagen mehrmals in Händen von Masuren. Wilhelm von Preußen war regelmäßiger Gast von Masovia.
Als der KSCV am 28. September 1935 aufgelöst worden war, versuchte Franz Boy, Senatspräsident am Oberlandesgericht Königsberg, in Verhandlungen mit dem Rektor (Georg Gerullis) eine einvernehmliche Lösung für den Königsberger SC herbeizuführen. Masovia suspendierte am 28. Oktober 1935, Littuania am 17. Mai 1936 und Hansea am 7. Juli 1936. Nur zwei von acht Kameradschaften fanden Unterstützung durch Alte Herren der Königsberger Corps, die „Liebenberg“ durch Masuren und die „Tannenberg“ durch Littauer.

### Mitgliederzahlen (Wintersemester 1930/31)
| Corps     | Alte Herren | Inaktive | Aktive |
| --------- | ----------- | -------- | ------ |
| Baltia    | 130         | 14       | 6      |
| Hansea    | 124         | 32       | 11     |
| Littuania | 242         | 48       | 27     |
| Masovia   | 250         | 40       | 23     |

## Erinnerung

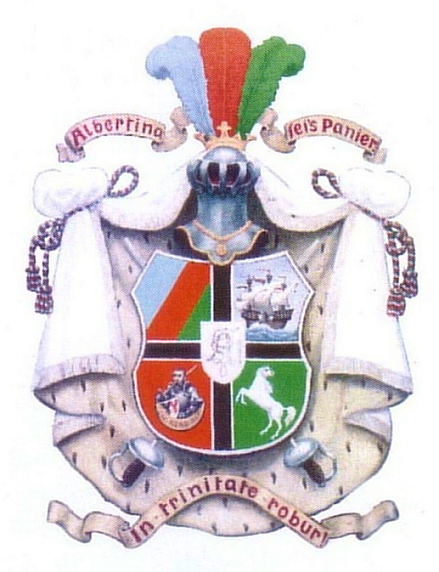
Albertina

Am 12. März 1950 stifteten 8 Littauer, 9 Balten und 5 Hanseaten in Hamburg das Corps Albertina. Masovia ist seit 2001 in Potsdam.